# Стрєльна
Стрєльна (рос. Стрельна) — селище під Петербургом, яке відвідував Тарас Шевченко.

## Відомості

Схема адміністративного поділу Санкт-Петербурга. Стрєльна — в 14 районі.

Нині Стрєльна — російське селище в складі міста Санкт-Петербург (Петродворцевий район міста).
Розміщена на південному березі Фінської затоки Балтійського моря.
З центральних районів Санкт-Петербурга до селища ходить трамвай № 36, населення — близько 17000.
З часів царювання Петра І в селищі почали будувати палацово-паркові ансамблі (збудовано чотири палаци і два парки), передбачалось, що Стрєльна буде російським Версалем.

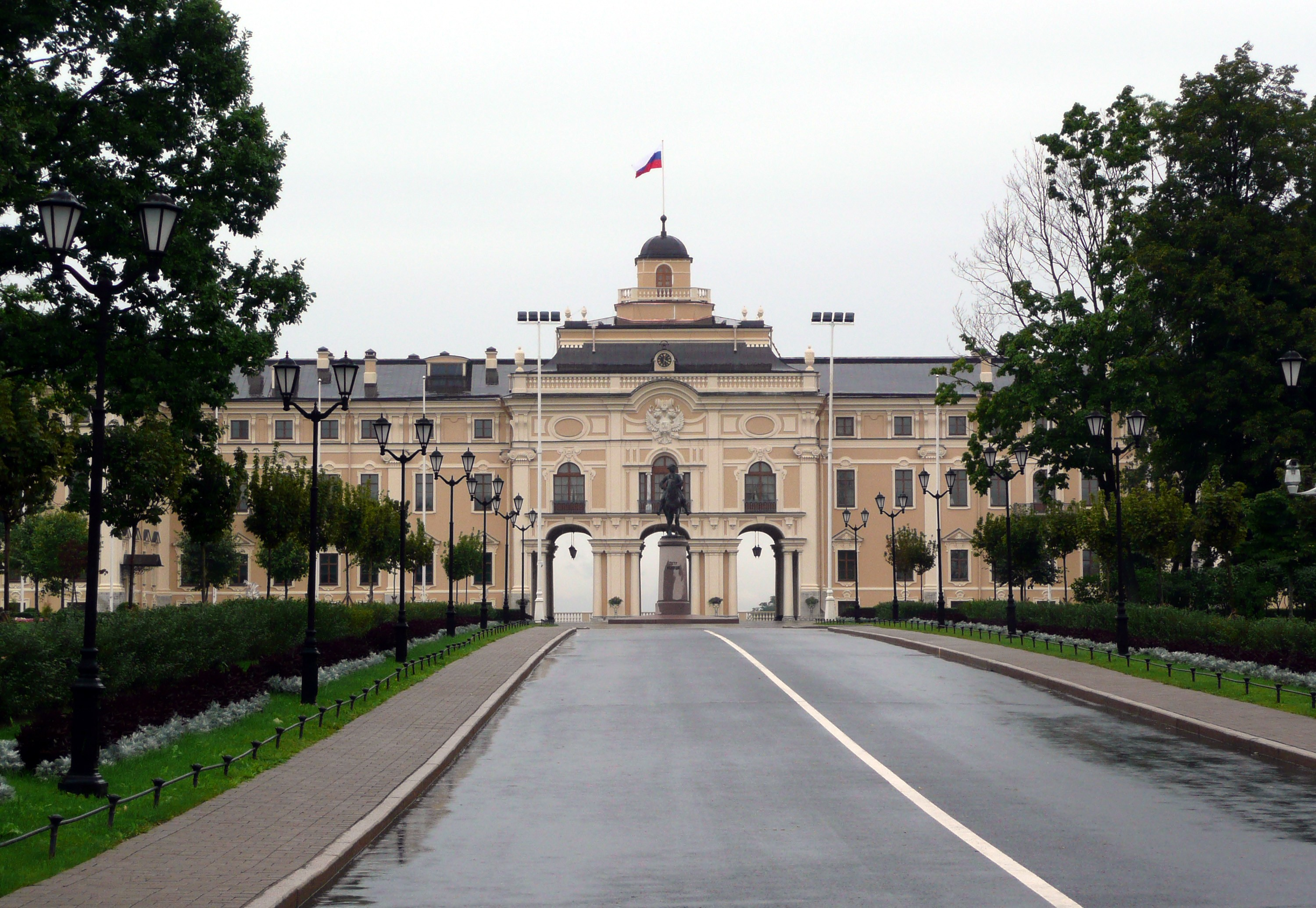
Великий Стрєльнинський (Константиновський) палац (2010)

З початку 19-го століття в околицях Стрєльни складається дачна місцевість.
Тарас Шевченко їздив до Стрєльни влітку 1860 року, тоді це було селище Петергофського повіту Петербурзької губернії, на дачу до Надії Михайлівни Забіли (української поміщиці, сестри В. Білозерського) й Кулішів й там познайомився з  Л. Полусмаковою, з якою згодом хотів одружитися. Забіла відмовляла Шевченка від його наміру.

## Люди
У селищі народився Костянтин Крилов (1910—1992) — український живописець.